# 李天培 (镶红旗)
李天培（？—？），汉军镶红旗佐领下人，清朝政治人物。举人出身。
乾隆二十九年，擔任廣東廣州府永安縣知縣（現紫金縣知縣）。后由張昌祺接任。